# 로키 마르시아노

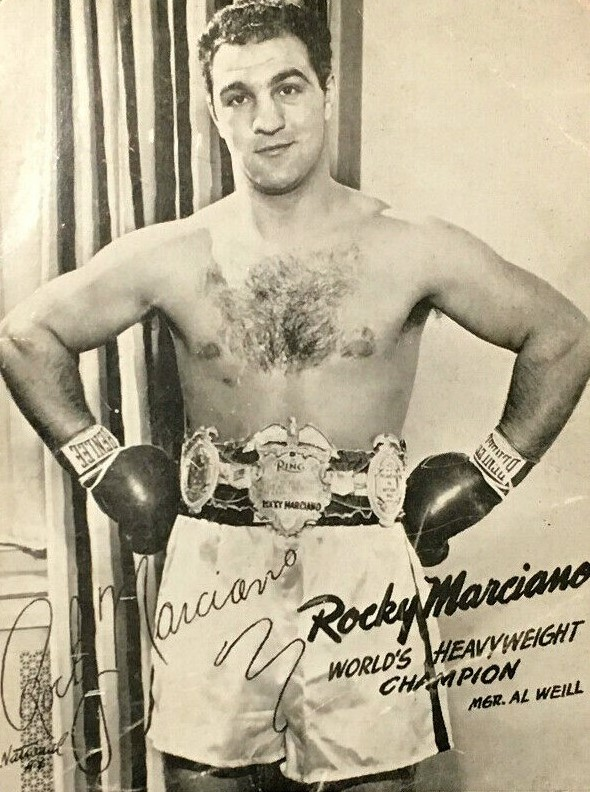
1953년경 모습

로키 마르시아노(Rocky Marciano, 본명: Rocco Francis Marchegiano, 1923년 9월 1일 – 1969년 8월 31일; 이탈리아어 발음: [markedˈdʒaːno])는 1947년부터 1955년까지 경쟁한 미국 프로 복싱선수였다. 그리고 1952년부터 1956년까지 세계 헤비급 타이틀을 보유했다. 자신의 경력을 무패로 마친 유일한 헤비급 챔피언이다.
끈질긴 격투 스타일, 가공할 펀치력, 스태미너, 내구성이 뛰어난 턱으로 유명한 마르시아노는 역사상 가장 위대한 헤비급 복서 중 한 명으로 간주된다. 마르시아노는 세계 헤비급 타이틀을 놓고 맞붙은 모든 상대를 저지한 유일한 파이터로 남아 있으며, 세계 헤비급 타이틀전에서 가장 높은 녹아웃 승률인 85.71%인 조 루이스와 공유한다. 그의 커리어 녹아웃 승률 87.8%는 헤비급 복싱 역사상 가장 높은 기록 중 하나이다. 마르시아노는 더 링(The Ring) 매거진의 역사상 가장 위대한 펀치 100인 목록에서 14위를 차지했다.